# Кречунешть (Васлуй)
Кречунешть, Кречунешті (рум. Crăciunești) — село у повіті Васлуй в Румунії. Входить до складу комуни Ребріча.
Село розташоване на відстані 292 км на північ від Бухареста, 29 км на північний захід від Васлуя, 32 км на південь від Ясс.

## Населення
За даними перепису населення 2002 року у селі проживали 387 осіб, усі — румуни. Усі жителі села рідною мовою назвали румунську.